# Ballehage
Ballehage er en cirka 1 km lang strand lidt syd for Tangkrogen i Aarhus. Stranden består overvejende af sand og er 10-20 m bred og ligger under en skrænt, hvor Marselisborgskovene med Dyrehaven ligger.
Stranden har et søbadeanstalt, og der dyrkes badning både om sommeren og om vinteren her, hvor to vinterbadeforeninger holder til: Vinterbadeklubben Ballehage, der har rødder tilbage til 1929, og Vikingeforeningen Morgenbaderne fra 1994 Stedet er uofficielt kendt som nøgenbadestrand.
I området mellem Tangkrogen og Ballehage blev der hvert andet år mellem 2009 og 2015 afholdt Sculpture by the Sea, der var et stort tilløbsstykke.